# Grupo Perizoma

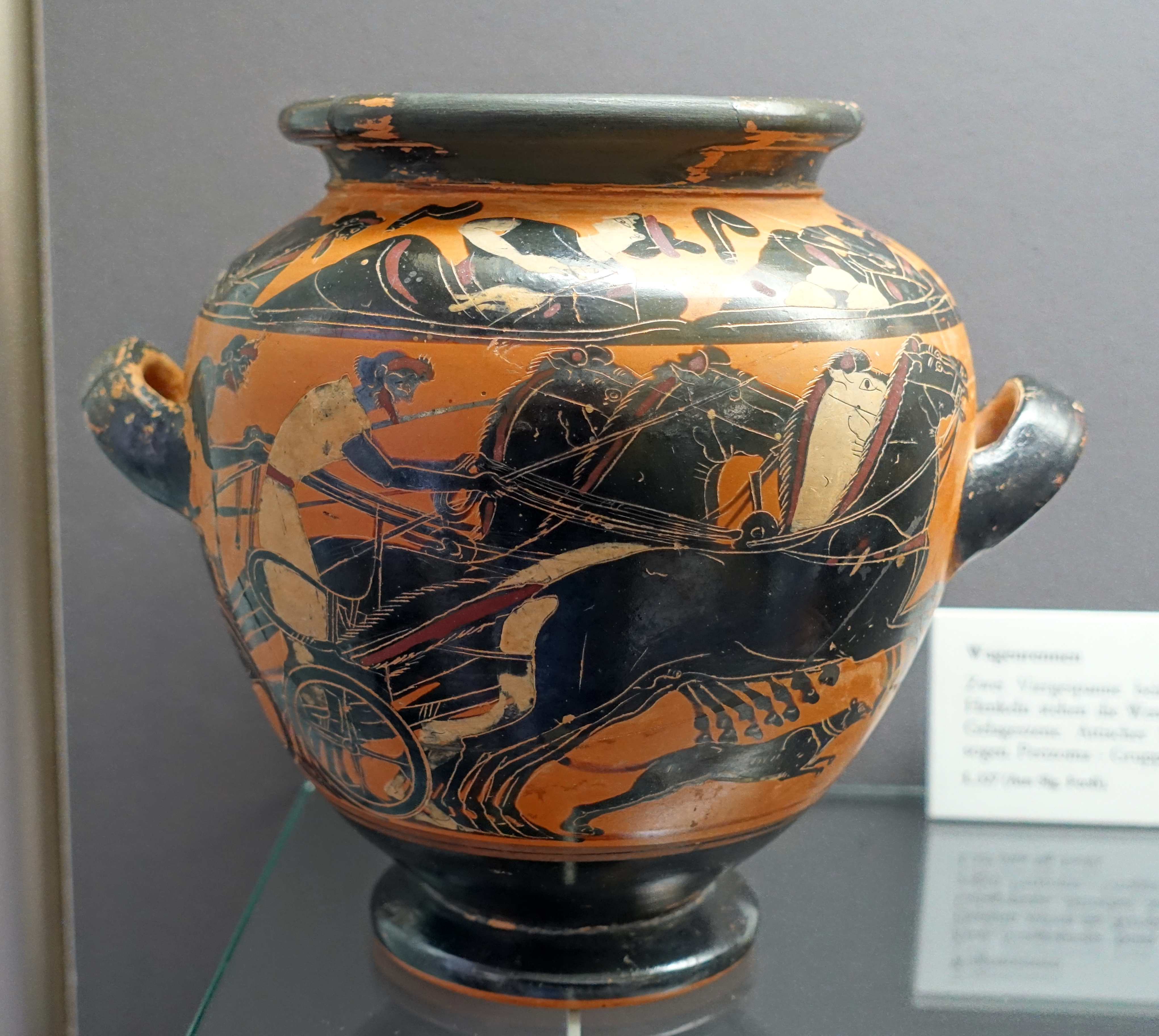
Estamno con carrera de carros, Grupo Perizoma, c. 510 a. C.

El término Grupo Perizoma describe un grupo de pintores de vasos de cerámica ática de figuras negras y un tipo de vaso. Estuvieron activos aproximadamente entre 520 y 510 a. C. John Beazley incluyó al Pintor de Míchigan, al Pintor de Beaune y al Grupo del Vaticano G 58 en este grupo.
El grupo recibe su nombre convenido del perizoma (taparrabos) que llevan muchas figuras en los vasos que pintaron, especialmente atletas, bailarines armados y simposiastas. El grupo a menudo pintaba estamnos, una forma de vaso que se introdujo en Atenas alrededor del 520 a. C. El estilo de dibujo del  grupo se considera muy distintivo. Sus figuras, especialmente las de los atletas, a menudo parecen bastante débiles. Aparte de estamnos, pintaron cántaros de una sola asa, con formas parecidas a las de los etruscos y probablemente destinadas a la exportación a esa zona.